# Mokša (fiume)
La Mokša (in russo Мокша?) è un fiume della Russia europea (oblast' di Penza, Mordovia, oblast' di Nižnij Novgorod e di Rjazan'), affluente di destra dell'Oka.

## Descrizione
Nasce dal versante occidentale delle Alture del Volga, scorrendo dapprima con direzione settentrionale, attraversando la oblast' di Penza e la Mordovia; piega successivamente in direzione ovest, mantenendola fino alla foce nell'Oka, nel territorio dell'oblast' di Rjazan'. I maggiori affluenti sono: dalla sinistra idrografica Cna, Vad e Atmis (lungo 114 km); dalla destra Issa (149 km) e Sivin' (124 km).
Il fiume è gelato, mediamente, da fine novembre-inizio dicembre ad aprile; raggiunge in questo periodo i minimi annui di portata (8,5 m³/s). I periodi di massima portata sono invece quelli tardo primaverili, quando questo valore sale fino a 260 m³/s.
Il fiume non incontra centri urbani di grande rilievo: i principali sono Temnikov, Krasnoslobodsk e Kovylkino, nella Mordovia, Mokšan e Narovčat nell'oblast' di Penza.